# Норт-Терр-От (Індіана)
Норт-Терр-От (англ. North Terre Haute) — переписна місцевість (CDP) в США, в окрузі Віго штату Індіана. Населення — 4222 особи (2020).

## Географія
Норт-Терр-От розташований за координатами 39°32′13″ пн. ш. 87°21′55″ зх. д. / 39.53694° пн. ш. 87.36528° зх. д. (39.537016, -87.365268).  За даними Бюро перепису населення США в 2010 році переписна місцевість мала площу 9,24 км², уся площа — суходіл.

## Демографія
Згідно з переписом 2010 року, у переписній місцевості мешкало 4305 осіб у 1771 домогосподарстві у складі 1172 родин. Густота населення становила 466 осіб/км².  Було 1918 помешкань (208/км²).
Расовий склад населення:
| - 95,0 % — білих - 1,9 % — чорних або афроамериканців - 0,5 % — азіатів - 0,2 % — корінних американців - 0,1 % — вихідців з тихоокеанських островів |

До двох чи більше рас належало 2,1 %. Частка іспаномовних становила 1,2 % від усіх жителів.
За віковим діапазоном населення розподілялося таким чином: 24,0 % — особи молодші 18 років, 61,5 % — особи у віці 18—64 років, 14,5 % — особи у віці 65 років та старші. Медіана віку мешканця становила 39,9 року. На 100 осіб жіночої статі у переписній місцевості припадало 96,9 чоловіків;  на 100 жінок у віці від 18 років та старших — 92,5 чоловіків також старших 18 років.
Середній дохід на одне домашнє господарство  становив 52 096 доларів США (медіана — 45 085), а середній дохід на одну сім'ю — 58 517 доларів (медіана — 51 801). Медіана доходів становила 38 995 доларів для чоловіків та 31 094 долари для жінок. За межею бідності перебувало 13,1 % осіб, у тому числі 15,0 % дітей у віці до 18 років та 14,1 % осіб у віці 65 років та старших.
Цивільне працевлаштоване населення становило 2051 осіб. Основні галузі зайнятості: освіта, охорона здоров'я та соціальна допомога — 30,7 %, виробництво — 18,5 %, роздрібна торгівля — 11,4 %, мистецтво, розваги та відпочинок — 10,6 %.